# Wahlkreis Waldeck-Frankenberg I
Der Wahlkreis Waldeck-Frankenberg I (Wahlkreis 5) ist ein Landtagswahlkreis im hessischen Landkreis Waldeck-Frankenberg. Der Wahlkreis umfasst die Städte und Gemeinden Bad Arolsen, Diemelsee, Diemelstadt, Edertal, Korbach, Twistetal, Volkmarsen, Waldeck und Willingen (Upland). Durch Gesetz vom 18. Dezember 2017 (GVBl. S. 478) wurde die bis dahin zum Wahlkreis gehörende Gemeinde Lichtenfels dem Wahlkreis Waldeck-Frankenberg II zugeschlagen.
Geografisch deckt der Wahlkreis den Norden des Landkreises Waldeck-Frankenberg ab und entsprach bis zur Grenzänderung 2017 weitgehend dem ehemaligen Landkreis Waldeck.

## Wahl 2023
| Ergebnis im Wahlkreis Waldeck-Frankenberg I (Wahlkreis 5) bei der Landtagswahl vom 8. Oktober 2023 | Ergebnis im Wahlkreis Waldeck-Frankenberg I (Wahlkreis 5) bei der Landtagswahl vom 8. Oktober 2023 | Ergebnis im Wahlkreis Waldeck-Frankenberg I (Wahlkreis 5) bei der Landtagswahl vom 8. Oktober 2023 | Ergebnis im Wahlkreis Waldeck-Frankenberg I (Wahlkreis 5) bei der Landtagswahl vom 8. Oktober 2023 | Ergebnis im Wahlkreis Waldeck-Frankenberg I (Wahlkreis 5) bei der Landtagswahl vom 8. Oktober 2023 | Ergebnis im Wahlkreis Waldeck-Frankenberg I (Wahlkreis 5) bei der Landtagswahl vom 8. Oktober 2023 |
| | | Wahlkreisstimme                                                                                    | Wahlkreisstimme                                                                                    | Landesstimme                                                                                       | Landesstimme                                                                                       |
| -------------------------------------------------------------------------------------------------- | -------------------------------------------------------------------------------------------------- | -------------------------------------------------------------------------------------------------- | -------------------------------------------------------------------------------------------------- | -------------------------------------------------------------------------------------------------- | -------------------------------------------------------------------------------------------------- |
| Wahlberechtigte                                                                                    | Wahlberechtigte                                                                                    | 67.663                                                                                             | 67.663                                                                                             | 67.663                                                                                             | 67.663                                                                                             |
| Wähler                                                                                             | Wähler                                                                                             | 45.449                                                                                             | 45.449                                                                                             | 45.449                                                                                             | 67,2                                                                                               |
| Ungültige Stimmen                                                                                  | Ungültige Stimmen                                                                                  | 833                                                                                                | 1,8                                                                                                | 715                                                                                                | 1,6                                                                                                |
| Gültige Stimmen                                                                                    | Gültige Stimmen                                                                                    | 44.616                                                                                             | 98,1                                                                                               | 44.734                                                                                             | 98,4                                                                                               |
| davon                                                                                              | | | | | |
| Jan-Wilhelm Pohlmann                                                                               | CDU                                                                                                | 17.035                                                                                             | 38,2                                                                                               | 16.790                                                                                             | 37,5                                                                                               |
| Daniel May                                                                                         | GRÜNE                                                                                              | 3.609                                                                                              | 8,1                                                                                                | 4.321                                                                                              | 9,7                                                                                                |
| Latif Hamamiyeh Al-Homssi                                                                          | SPD                                                                                                | 8.868                                                                                              | 19,9                                                                                               | 7.353                                                                                              | 16,4                                                                                               |
| Yvonne Venticinque-Effenberger                                                                     | AfD                                                                                                | 8.776                                                                                              | 19,7                                                                                               | 9.443                                                                                              | 21,1                                                                                               |
| Friedrike Becker                                                                                   | FDP                                                                                                | 3.166                                                                                              | 7,1                                                                                                | 2.464                                                                                              | 5,5                                                                                                |
| Jürgen Bachmann                                                                                    | LINKE                                                                                              | 781                                                                                                | 1,8                                                                                                | 807                                                                                                | 1,8                                                                                                |
| Peter Beckmann                                                                                     | Freie Wähler                                                                                       | 2.094                                                                                              | 4,7                                                                                                | 1852                                                                                               | 4,1                                                                                                |
| | Tierschutzpartei                                                                                   | | | 625                                                                                                | 1,4                                                                                                |
| | Die PARTEI                                                                                         | 220                                                                                                | 0,5                                                                                                | | |
| | Piraten                                                                                            | 118                                                                                                | 0,3                                                                                                | | |
| | ÖDP                                                                                                | 46                                                                                                 | 0,1                                                                                                | | |
| | P. f. schulm. Verjf.                                                                               | 23                                                                                                 | 0,1                                                                                                | | |
| | V-Partei³                                                                                          | 99                                                                                                 | 0,2                                                                                                | | |
| | PdH                                                                                                | 36                                                                                                 | 0,1                                                                                                | | |
| | ABG                                                                                                | 63                                                                                                 | 0,1                                                                                                | | |
| | APPD                                                                                               | 22                                                                                                 | 0,0                                                                                                | | |
| Heinrich Schröder                                                                                  | Basis                                                                                              | 287                                                                                                | 0,6                                                                                                | 271                                                                                                | 0,6                                                                                                |
| | DKP                                                                                                | | | 25                                                                                                 | 0,1                                                                                                |
| | DIE NEUE MITTE                                                                                     | 11                                                                                                 | 0,0                                                                                                | | |
| | Volt                                                                                               | 95                                                                                                 | 0,2                                                                                                | | |
| | Klimaliste                                                                                         | 50                                                                                                 | 0,1                                                                                                | | |

Neben Wahlkreissieger Jan-Wilhelm Pohlmann (CDU), der bereits 2021 in den Landtag nachgerückt war, zog Daniel May von den Grünen über die Landesliste seiner Partei erneut in den Landtag ein. Pohlmann legte sein Landtagsmandat am 1. April 2025 nieder.

## Wahl 2018
| Gegenstand der Nachweisung | Gegenstand der Nachweisung | Wahlkreis- stimmen | Wahlkreis- stimmen | Landes- stimmen | Landes- stimmen |
| Kreiswahlbewerber/in       | Partei                     | Anzahl             | %                  | Anzahl          | %               |
| -------------------------- | -------------------------- | ------------------ | ------------------ | --------------- | --------------- |
| Wahlberechtigte            | Wahlberechtigte            | 61.702             | 100,0              | 61.702          | 100,0           |
| Wähler                     | Wähler                     | 40.071             | 64,9               | 40.071          | 64,9            |
| Ungültige Stimmen          | Ungültige Stimmen          | 963                | 2,4                | 948             | 2,4             |
| Gültige Stimmen            | Gültige Stimmen            | 39.108             | 100,0              | 39.123          | 100,0           |
| davon                      |                            |                    |                    |                 |                 |
| Armin Schwarz              | CDU                        | 13.480             | 34,5               | 11.886          | 30,4            |
| Jutta Kahler               | SPD                        | 9.134              | 23,4               | 8.608           | 22,0            |
| Daniel May                 | GRÜNE                      | 5.395              | 13,8               | 6.518           | 16,7            |
| Ingo Hoppmann              | LINKE                      | 1.393              | 3,6                | 1.692           | 4,3             |
| Arno Wiegand               | FDP                        | 3.820              | 9,8                | 3.367           | 8,6             |
| Hakola Dippel              | AfD                        | 4.617              | 11,8               | 4.935           | 12,6            |
| –                          | PIRATEN                    | x                  | x                  | 138             | 0,4             |
| Thomas Kölle               | FREIE WÄHLER               | 1.267              | 3,2                | 1.236           | 3,2             |
|                            | NPD                        | x                  | x                  | 49              | 0,1             |
|                            | Die PARTEI                 | x                  | x                  | 130             | 0,3             |
|                            | ÖDP                        | x                  | x                  | 34              | 0,1             |
|                            | Die Grauen                 | x                  | x                  | 34              | 0,1             |
|                            | BüSo                       | x                  | x                  | 2               | 0,0             |
|                            | AD-Demokraten              | x                  | x                  | 6               | 0,0             |
|                            | Bündnis C                  | x                  | x                  | 29              | 0,1             |
|                            | BGE                        | x                  | x                  | 33              | 0,1             |
|                            | Die Violetten              | x                  | x                  | 15              | 0,0             |
|                            | LKR                        | x                  | x                  | 11              | 0,0             |
|                            | Menschliche Welt           | x                  | x                  | 20              | 0,1             |
|                            | Die Humanisten             | x                  | x                  | 13              | 0,0             |
|                            | Gesundheitsforschung       | x                  | x                  | 41              | 0,1             |
|                            | Tierschutzpartei           | x                  | x                  | 293             | 0,7             |
|                            | V-Partei³                  | x                  | x                  | 25              | 0,1             |

Neben Armin Schwarz (CDU) als Gewinner des Direktmandats ist aus dem Wahlkreis der Grünen-Kandidat Daniel May über die Landesliste seiner Partei in den Landtag eingezogen. Im November 2021 übernahm Jan-Wilhelm Pohlmann (CDU) das Mandat des ausgeschiedenen Armin Schwarz.

## Wahl 2013
| Gegenstand der Nachweisung | Gegenstand der Nachweisung | Wahlkreis- stimmen | Wahlkreis- stimmen | Landes- stimmen | Landes- stimmen |
| Kreiswahlbewerber/in       | Partei                     | Anzahl             | %                  | Anzahl          | %               |
| -------------------------- | -------------------------- | ------------------ | ------------------ | --------------- | --------------- |
| Wahlberechtigte            | Wahlberechtigte            | 66.818             | 100,0              | 66.818          | 100,0           |
| Wähler                     | Wähler                     | 48.168             | 72,1               | 48.168          | 72,1            |
| Ungültige Stimmen          | Ungültige Stimmen          | 1.509              | 3,1                | 1.302           | 2,7             |
| Gültige Stimmen            | Gültige Stimmen            | 46.659             | 100,0              | 46.866          | 100,0           |
| davon                      |                            |                    |                    |                 |                 |
| Armin Schwarz              | CDU                        | 20.520             | 44,0               | 18.697          | 39,9            |
| Christoph Weltecke         | SPD                        | 17.922             | 38,4               | 15.953          | 34,0            |
| Dieter Schütz              | FDP                        | 2.401              | 5,1                | 2.879           | 6,1             |
| Daniel May                 | GRÜNE                      | 3.083              | 6,6                | 3.787           | 8,1             |
| Ingo Hoppmann              | LINKE                      | 1.908              | 4,1                | 1.840           | 3,9             |
|                            | FREIE WÄHLER               | x                  | x                  | 591             | 1,3             |
|                            | NPD                        | x                  | x                  | 365             | 0,8             |
|                            | REP                        | x                  | x                  | 108             | 0,2             |
| Michael Behrendt           | PIRATEN                    | 825                | 1,8                | 664             | 1,4             |
|                            | BüSo                       | x                  | x                  | 8               | 0,0             |
|                            | ADd                        | x                  | x                  | 81              | 0,2             |
|                            | Die Grauen                 | x                  | x                  | 38              | 0,1             |
|                            | AfD                        | x                  | x                  | 1.587           | 3,4             |
|                            | AVIP                       | x                  | x                  | 40              | 0,1             |
|                            | LUPe                       | x                  | x                  | 6               | 0,0             |
|                            | ÖDP                        | x                  | x                  | 48              | 0,1             |
|                            | Die PARTEI                 | x                  | x                  | 154             | 0,3             |
|                            | PSG                        | x                  | x                  | 20              | 0,0             |

Neben Armin Schwarz (CDU) als Gewinner des Direktmandats ist aus dem Wahlkreis noch Daniel May (GRÜNE) über die Landesliste seiner Partei in den Landtag eingezogen.

## Wahl 2009
|                    | Partei            | Wahlkreis- stimmen | Wahlkreis- stimmen | Landes- stimmen | Landes- stimmen |
| Anzahl             | Partei            | %                  | Anzahl             | %               |                 |
| ------------------ | ----------------- | ------------------ | ------------------ | --------------- | --------------- |
| Wahlberechtigte    | Wahlberechtigte   | 68.506             | 100,0              | 68.506          | 100,0           |
| Wähler             | Wähler            | 40.331             | 58,9               | 40.331          | 58,9            |
| Ungültige Stimmen  | Ungültige Stimmen | 1.160              | 2,9                | 1.037           | 2,6             |
| Gültige Stimmen    | Gültige Stimmen   | 39.171             | 100,0              | 39.294          | 100,0           |
| davon              |                   |                    |                    |                 |                 |
| Wilhelm Dietzel    | CDU               | 17.095             | 43,6               | 15.022          | 38,2            |
| Hannelore Eckhardt | SPD               | 11.779             | 30,1               | 10.555          | 26,9            |
| Dieter Schütz      | FDP               | 5.687              | 14,5               | 6.795           | 17,3            |
| Daniel May         | GRÜNE             | 2.966              | 7,6                | 4.017           | 10,2            |
| Dieter Kalhöfer    | LINKE             | 1.644              | 4,2                | 1.719           | 4,4             |
|                    | REP               | –                  | –                  | 248             | 0,6             |
|                    | FREIE WÄHLER      | –                  | –                  | 505             | 1,3             |
|                    | NPD               | –                  | –                  | 266             | 0,7             |
|                    | PIRATEN           | –                  | –                  | 126             | 0,3             |
|                    | BüSo              | –                  | –                  | 41              | 0,1             |

Zum 31. Oktober 2011 legte Wilhelm Dietzel sein Mandat nieder und Armin Schwarz rückte in den Landtag nach.

## Wahl 2008
|                    | Partei               | Wahlkreis- stimmen | Wahlkreis- stimmen | Landes- stimmen | Landes- stimmen |
| Anzahl             | Partei               | %                  | Anzahl             | %               |                 |
| ------------------ | -------------------- | ------------------ | ------------------ | --------------- | --------------- |
| Wahlberechtigte    | Wahlberechtigte      | 68.798             | 100,0              | 68.798          | 100,0           |
| Wähler             | Wähler               | 42.210             | 61,4               | 42.210          | 61,4            |
| Ungültige Stimmen  | Ungültige Stimmen    | 997                | 2,4                | 870             | 2,1             |
| Gültige Stimmen    | Gültige Stimmen      | 41.213             | 100,0              | 41.340          | 100,0           |
| davon              |                      |                    |                    |                 |                 |
| Wilhelm Dietzel    | CDU                  | 16.728             | 40,6               | 15.513          | 37,5            |
| Hannelore Eckhardt | SPD                  | 15.472             | 37,5               | 15.576          | 37,7            |
| Daniel May         | GRÜNE                | 2.359              | 5,7                | 2.307           | 5,6             |
| Dieter Schütz      | FDP                  | 4.202              | 10,2               | 4.437           | 10,7            |
| Karl-Walter Hamel  | REP                  | 852                | 2,1                | 484             | 1,2             |
|                    | Die Tierschutzpartei | –                  | –                  | 208             | 0,5             |
|                    | BüSo                 | –                  | –                  | 11              | 0,0             |
|                    | PSG                  | –                  | –                  | 24              | 0,1             |
|                    | Volksabstimmung      | –                  | –                  | 35              | 0,1             |
|                    | GRAUE                | –                  | –                  | 69              | 0,2             |
| Dieter Kalhöfer    | LINKE                | 1.467              | 3,6                | 1.888           | 4,6             |
|                    | Die Violetten        | –                  | –                  | 23              | 0,1             |
|                    | FAMILIE              | –                  | –                  | 90              | 0,2             |
|                    | FREIE WÄHLER         | –                  | –                  | 351             | 0,8             |
|                    | NPD                  | –                  | –                  | 250             | 0,6             |
|                    | PIRATEN              | –                  | –                  | 55              | 0,1             |
|                    | UB                   | –                  | –                  | 19              | 0,0             |
| Dirk Augstein      | SAG                  | 133                | 0,3                | –               | –               |

## Wahl 2003
|                     | Partei               | Wahlkreis- stimmen | Wahlkreis- stimmen | Landes- stimmen | Landes- stimmen |
| Anzahl              | Partei               | %                  | Anzahl             | %               |                 |
| ------------------- | -------------------- | ------------------ | ------------------ | --------------- | --------------- |
| Wahlberechtigte     | Wahlberechtigte      | 69.401             | 100,0              | 69.401          | 100,0           |
| Wähler              | Wähler               | 44.308             | 63,8               | 44.308          | 63,8            |
| Ungültige Stimmen   | Ungültige Stimmen    | 991                | 2,2                | 784             | 1,8             |
| Gültige Stimmen     | Gültige Stimmen      | 43.317             | 100,0              | 43.524          | 100,0           |
| davon               |                      |                    |                    |                 |                 |
| Wilhelm Dietzel     | CDU                  | 23.374             | 54,0               | 22.031          | 50,6            |
| Hannelore Eckhardt  | SPD                  | 14.457             | 33,4               | 13.574          | 31,2            |
| Sascha Liese        | GRÜNE                | 2.174              | 5,0                | 2.667           | 6,1             |
| Wilhelm Hundertmark | FDP                  | 3.312              | 7,6                | 3.963           | 9,1             |
|                     | REP                  | –                  | –                  | 488             | 1,1             |
|                     | Die Tierschutzpartei | –                  | –                  | 245             | 0,6             |
|                     | DIE FRAUEN           | –                  | –                  | 124             | 0,3             |
|                     | PBC                  | –                  | –                  | 81              | 0,2             |
|                     | DKP                  | –                  | –                  | 41              | 0,1             |
|                     | ödp                  | –                  | –                  | 61              | 0,1             |
|                     | BüSo                 | –                  | –                  | 22              | 0,1             |
|                     | FAG Hessen           | –                  | –                  | 39              | 0,1             |
|                     | PSG                  | –                  | –                  | 14              | 0,0             |
|                     | Schill               | –                  | –                  | 174             | 0,4             |

## Wahl 1999
|                      | Partei               | Wahlkreis- stimmen | Wahlkreis- stimmen | Landes- stimmen | Landes- stimmen |
| Anzahl               | Partei               | %                  | Anzahl             | %               |                 |
| -------------------- | -------------------- | ------------------ | ------------------ | --------------- | --------------- |
| Wahlberechtigte      | Wahlberechtigte      | 69.326             | 100,0              | 69.326          | 100,0           |
| Wähler               | Wähler               | 45.029             | 65,0               | 45.029          | 65,0            |
| Ungültige Stimmen    | Ungültige Stimmen    | 742                | 1,6                | 610             | 1,4             |
| Gültige Stimmen      | Gültige Stimmen      | 44.287             | 100,0              | 44.419          | 100,0           |
| davon                |                      |                    |                    |                 |                 |
| Karl-Wilhelm Michel  | CDU                  | 19.249             | 43,5               | 18.797          | 42,3            |
| Karl-Heinz Dörrie    | SPD                  | 20.002             | 45,2               | 19.136          | 43,1            |
| Dagmar Deutschendorf | GRÜNE                | 1.527              | 3,4                | 1.725           | 3,9             |
| Thomas Neutze        | F.D.P.               | 2.168              | 4,9                | 2.680           | 6,0             |
| Verena Zastrau       | REP                  | 1.096              | 2,5                | 1.037           | 2,3             |
|                      | Die Tierschutzpartei | –                  | –                  | 118             | 0,3             |
|                      | DIE FRAUEN           | –                  | –                  | 91              | 0,2             |
| Jürgen Wollmann      | PASS                 | –                  | –                  | 46              | 0,1             |
|                      | DKP                  | –                  | –                  | 27              | 0,1             |
|                      | BüSo                 | –                  | –                  | 3               | 0,0             |
|                      | FWG                  | –                  | –                  | 379             | 0,9             |
|                      | PBC                  | –                  | –                  | 46              | 0,1             |
|                      | DHP                  | –                  | –                  | 5               | 0,0             |
|                      | NATURGESETZ          | –                  | –                  | 20              | 0,0             |
|                      | ödp                  | –                  | –                  | 48              | 0,1             |
|                      | NPD                  | –                  | –                  | 69              | 0,2             |
| Günther Kaut         | BFB-Die Offensive    | 150                | 0,3                | 192             | 0,4             |

## Wahl 1995
|                      | Partei            | Wahlkreis- stimmen | Wahlkreis- stimmen | Landes- stimmen | Landes- stimmen |
| Anzahl               | Partei            | %                  | Anzahl             | %               |                 |
| -------------------- | ----------------- | ------------------ | ------------------ | --------------- | --------------- |
| Wahlberechtigte      | Wahlberechtigte   | 68.989             | 100,0              | 68.989          | 100,0           |
| Wähler               | Wähler            | 44.566             | 64,6               | 44.566          | 64,6            |
| Ungültige Stimmen    | Ungültige Stimmen | 906                | 2,0                | 885             | 2,0             |
| Gültige Stimmen      | Gültige Stimmen   | 43.660             | 100,0              | 43.681          | 100,0           |
| davon                |                   |                    |                    |                 |                 |
| Karl-Heinz Dörrie    | SPD               | 19.920             | 45,6               | 18.660          | 42,7            |
| Dieter Fischer       | CDU               | 16.787             | 38,4               | 16.420          | 37,6            |
| Dagmar Deutschendorf | GRÜNE             | 2.330              | 5,3                | 2.809           | 6,4             |
| Heinrich Vesper      | F.D.P.            | 3.499              | 8,0                | 4.441           | 10,2            |
| Frank Relke          | ÖDP               | 340                | 0,8                | 201             | 0,5             |
|                      | GRAUE             | –                  | –                  | 77              | 0,2             |
| Ralf Bargenda        | REP               | 784                | 1,8                | 750             | 1,7             |
|                      | Solidarität       | –                  | –                  | 2               | 0,0             |
|                      | APD               | –                  | –                  | 50              | 0,1             |
|                      | DKP               | –                  | –                  | 17              | 0,0             |
|                      | NPD               | –                  | –                  | 91              | 0,2             |
|                      | DHP               | –                  | –                  | 1               | 0,0             |
|                      | f.NEP             | –                  | –                  | 20              | 0,0             |
|                      | NATURGESETZ       | –                  | –                  | 27              | 0,1             |
|                      | BFB               | –                  | –                  | 32              | 0,1             |
|                      | PBC               | –                  | –                  | 55              | 0,1             |
|                      | STATT Partei      | –                  | –                  | 28              | 0,1             |

## Wahl 1991
|                      | Partei            | Wahlkreis- stimmen | Wahlkreis- stimmen | Landes- stimmen | Landes- stimmen |
| Anzahl               | Partei            | %                  | Anzahl             | %               |                 |
| -------------------- | ----------------- | ------------------ | ------------------ | --------------- | --------------- |
| Wahlberechtigte      | Wahlberechtigte   | 66.988             | 100,0              | 66.988          | 100,0           |
| Wähler               | Wähler            | 49.209             | 73,5               | 49.209          | 73,5            |
| Ungültige Stimmen    | Ungültige Stimmen | 948                | 1,9                | 821             | 1,7             |
| Gültige Stimmen      | Gültige Stimmen   | 48.261             | 100,0              | 48.388          | 100,0           |
| davon                |                   |                    |                    |                 |                 |
| Dieter Fischer       | CDU               | 18.269             | 37,9               | 18.737          | 38,7            |
| Karl-Heinz Dörrie    | SPD               | 22.110             | 45,8               | 21.220          | 43,9            |
| Dagmar Deutschendorf | GRÜNE             | 1.766              | 3,7                | 2.235           | 4,6             |
| Otto Wilke           | F.D.P.            | 5.391              | 11,2               | 4.960           | 10,3            |
|                      | REP               | –                  | –                  | 576             | 1,2             |
|                      | DIE GRAUEN        | –                  | –                  | 151             | 0,3             |
| Gerhard Mahnke       | ÖDP               | 725                | 1,5                | 437             | 0,9             |
|                      | PBC               | –                  | –                  | 72              | 0,1             |

## Wahl 1987
|                                | Partei            | Anzahl | %     |
| ------------------------------ | ----------------- | ------ | ----- |
| Wahlberechtigte                | Wahlberechtigte   | 65.095 | 100,0 |
| Wähler                         | Wähler            | 53.605 | 82,3  |
| Ungültige Stimmen              | Ungültige Stimmen | 427    | 0,8   |
| Gültige Stimmen                | Gültige Stimmen   | 53.178 | 100,0 |
| davon                          |                   |        |       |
| Horst Bökemeier                | SPD               | 23.109 | 43,5  |
| Dieter Fischer                 | CDU               | 19.885 | 37,4  |
| Otto Wilke                     | F.D.P.            | 6.833  | 12,8  |
| Jördis Annemarie Dornette-Bley | GRÜNE             | 2.946  | 5,5   |
| Hans Schmitz                   | DKP               | 87     | 0,2   |
| Gerhard Mahnke                 | ÖDP               | 318    | 0,6   |

## Wahl 1983
|                        | Partei            | Anzahl | %     |
| ---------------------- | ----------------- | ------ | ----- |
| Wahlberechtigte        | Wahlberechtigte   | 64.321 | 100,0 |
| Wähler                 | Wähler            | 54.614 | 84,9  |
| Ungültige Stimmen      | Ungültige Stimmen | 395    | 0,7   |
| Gültige Stimmen        | Gültige Stimmen   | 54.219 | 100,0 |
| davon                  |                   |        |       |
| Dieter Fischer         | CDU               | 19.542 | 36,0  |
| Horst Bökemeier        | SPD               | 25.643 | 47,3  |
| Franz-Peter Jakob      | GRÜNE             | 2.130  | 3,9   |
| Otto Wilke             | F.D.P.            | 6.702  | 12,4  |
| Peter Funk             | DKP               | 70     | 0,1   |
| Angelika Schmallenbach | LD                | 132    | 0,2   |

## Wahl 1982
|                   | Partei            | Anzahl | %     |
| ----------------- | ----------------- | ------ | ----- |
| Wahlberechtigte   | Wahlberechtigte   | 75.868 | 100,0 |
| Wähler            | Wähler            | 65.637 | 86,5  |
| Ungültige Stimmen | Ungültige Stimmen | 458    | 0,7   |
| Gültige Stimmen   | Gültige Stimmen   | 65.179 | 100,0 |
| davon             |                   |        |       |
| Dieter Fischer    | CDU               | 28.942 | 44,4  |
| Horst Bökemeier   | SPD               | 28.126 | 43,2  |
| Otto Wilke        | F.D.P.            | 3.476  | 5,3   |
| Peter Funk        | DKP               | 135    | 0,2   |
| Martin Weltecke   | GRÜNE             | 4.500  | 6,9   |

## Wahl 1978
|                        | Partei            | Anzahl | %     |
| ---------------------- | ----------------- | ------ | ----- |
| Wahlberechtigte        | Wahlberechtigte   | 73.599 | 100,0 |
| Wähler                 | Wähler            | 63.422 | 86,2  |
| Ungültige Stimmen      | Ungültige Stimmen | 294    | 0,5   |
| Gültige Stimmen        | Gültige Stimmen   | 63.128 | 100,0 |
| davon                  |                   |        |       |
| Wolf von Zworowsky     | CDU               | 29.530 | 46,8  |
| Horst Bökemeier        | SPD               | 26.950 | 42,7  |
| Otto Wilke             | F.D.P.            | 5.149  | 8,2   |
| Otto Pschera           | DKP               | 132    | 0,2   |
| Karl Leyhe             | NPD               | 374    | 0,6   |
| Wolf Burkhard Petersen | KBW               | 30     | 0,0   |
| Peter Halblaub         | GAZ               | 552    | 0,9   |
| Helmut Schafft         | GLH               | 411    | 0,7   |

## Wahl 1974
|                    | Partei            | Anzahl | %     |
| ------------------ | ----------------- | ------ | ----- |
| Wahlberechtigte    | Wahlberechtigte   | 72.056 | 100,0 |
| Wähler             | Wähler            | 58.849 | 81,7  |
| Ungültige Stimmen  | Ungültige Stimmen | 342    | 0,6   |
| Gültige Stimmen    | Gültige Stimmen   | 58.507 | 100,0 |
| davon              |                   |        |       |
| Horst Bökemeier    | SPD               | 24.026 | 41,1  |
| Wolf von Zworowsky | CDU               | 28.343 | 48,4  |
| Otto Wilke         | FDP               | 4.960  | 8,5   |
| Herbert Göbel      | DKP               | 309    | 0,5   |
| Karl Leyhe         | NPD               | 869    | 1,5   |

## Wahl 1970
|                    | Partei            | Anzahl | %     |
| ------------------ | ----------------- | ------ | ----- |
| Wahlberechtigte    | Wahlberechtigte   | 67.778 | 100,0 |
| Wähler             | Wähler            | 53.934 | 79,6  |
| Ungültige Stimmen  | Ungültige Stimmen | 306    | 0,6   |
| Gültige Stimmen    | Gültige Stimmen   | 53.628 | 100,0 |
| davon              |                   |        |       |
| Hans-Otto Weber    | SPD               | 23.262 | 43,4  |
| Wolf von Zworowsky | CDU               | 21.935 | 40,9  |
| Otto Wilke         | FDP               | 5.617  | 10,5  |
| Willi Viering      | NPD               | 2.541  | 4,7   |
| Hermann Pisulla    | DKP               | 273    | 0,5   |

## Bisherige Wahlkreissieger
Direkt gewählte Abgeordnete des Wahlkreises Waldeck-Frankenberg I waren:
| Jahr | Wahlkreisname                          | Gebiet | Direktkandidat       | Partei | Stimmen in % |
| ---- | -------------------------------------- | --- | -------------------- | ------ | ------------ |
| 2023 | Wahlkreis 5 – Waldeck-Frankenberg I    | (Bad) Arolsen, Diemelsee, Diemelstadt, Edertal, Korbach, Twistetal, Volkmarsen, Waldeck und Willingen (Upland)                       | Jan-Wilhelm Pohlmann | CDU    | 38,2         |
| 2018 | Wahlkreis 5 – Waldeck-Frankenberg I    | (Bad) Arolsen, Diemelsee, Diemelstadt, Edertal, Korbach, Twistetal, Volkmarsen, Waldeck und Willingen (Upland)                       | Armin Schwarz        | CDU    | 34,5         |
| 2013 | Wahlkreis 5 – Waldeck-Frankenberg I    | (Bad) Arolsen, Diemelsee, Diemelstadt, Edertal, Korbach, Lichtenfels, Twistetal, Volkmarsen, Waldeck und Willingen (Upland)          | Armin Schwarz        | CDU    | 44,0         |
| 2009 | Wahlkreis 5 – Waldeck-Frankenberg I    | (Bad) Arolsen, Diemelsee, Diemelstadt, Edertal, Korbach, Lichtenfels, Twistetal, Volkmarsen, Waldeck und Willingen (Upland)          | Wilhelm Dietzel      | CDU    | 43,6         |
| 2008 | Wahlkreis 5 – Waldeck-Frankenberg I    | (Bad) Arolsen, Diemelsee, Diemelstadt, Edertal, Korbach, Lichtenfels, Twistetal, Volkmarsen, Waldeck und Willingen (Upland)          | Wilhelm Dietzel      | CDU    | 40,6         |
| 2003 | Wahlkreis 5 – Waldeck-Frankenberg I    | (Bad) Arolsen, Diemelsee, Diemelstadt, Edertal, Korbach, Lichtenfels, Twistetal, Volkmarsen, Waldeck und Willingen (Upland)          | Wilhelm Dietzel      | CDU    | 54,0         |
| 1999 | Wahlkreis 5 – Waldeck-Frankenberg I    | (Bad) Arolsen, Diemelsee, Diemelstadt, Edertal, Korbach, Lichtenfels, Twistetal, Volkmarsen, Waldeck und Willingen (Upland)          | Karl-Heinz Dörrie    | SPD    | 45,2         |
| 1995 | Wahlkreis 5 – Waldeck-Frankenberg I    | (Bad) Arolsen, Diemelsee, Diemelstadt, Edertal, Korbach, Lichtenfels, Twistetal, Volkmarsen, Waldeck und Willingen (Upland)          | Karl-Heinz Dörrie    | SPD    | 45,6         |
| 1991 | Wahlkreis 5 – Waldeck-Frankenberg I    | (Bad) Arolsen, Diemelsee, Diemelstadt, Edertal, Korbach, Lichtenfels, Twistetal, Volkmarsen, Waldeck und Willingen (Upland)          | Karl-Heinz Dörrie    | SPD    | 45,8         |
| 1987 | Wahlkreis 5 – Waldeck-Frankenberg I    | (Bad) Arolsen, Diemelsee, Diemelstadt, Edertal, Korbach, Lichtenfels, Twistetal, Volkmarsen, Waldeck und Willingen (Upland)          | Horst Bökemeier      | SPD    | 43,5         |
| 1983 | Wahlkreis 5 – Waldeck-Frankenberg I    | (Bad) Arolsen, Diemelsee, Diemelstadt, Edertal, Korbach, Lichtenfels, Twistetal, Volkmarsen, Waldeck und Willingen (Upland)          | Horst Bökemeier      | SPD    | 47,3         |
| 1982 | Wahlkreis 3 – Waldeck-Frankenberg-Nord | Arolsen, Diemelsee, Diemelstadt, Edertal, Korbach, Lichtenfels, Twistetal, Volkmarsen, Waldeck, Bad Wildungen und Willingen (Upland) | Dieter Fischer       | CDU    | 44,4         |
| 1978 | Wahlkreis 3 – Waldeck-Frankenberg-Nord | Arolsen, Diemelsee, Diemelstadt, Edertal, Korbach, Lichtenfels, Twistetal, Volkmarsen, Waldeck, Bad Wildungen und Willingen (Upland) | Wolf von Zworowsky   | CDU    | 46,8         |
| 1974 | Wahlkreis 3 – Waldeck-Frankenberg-Nord | Arolsen, Diemelsee, Diemelstadt, Edertal, Korbach, Lichtenfels, Twistetal, Volkmarsen, Waldeck, Bad Wildungen und Willingen (Upland) | Wolf von Zworowsky   | CDU    | 48,4         |
| 1970 | Wahlkreis 3 – Waldeck-Frankenberg-Nord | Landkreis Waldeck | Hans-Otto Weber      | SPD    | 43,4         |